# Det Centrale Ordregister
Det Centrale Ordregister (COR) er en dansk leksikografisk resurse fra Dansk Sprognævn.
Resursen blev i sin første form udgivet i maj 2022
fra hjemmesiden https://ordregister.dk/.
Arbejdet med registret var begyndt i april 2021
og var et samarbejdsprojekt mellem Det Danske Sprog- og Litteraturselskab, Dansk Sprognævn, Center for Sprogteknologi på Københavns Universitet og Digitaliseringsstyrelsen.
COR tildeler en identifikator for hver ordform, for eksempel er identifikatoren for ordet "døgnets" "COR.43665.125.01" hvor de enkelte tal angiver identifikatoren for leksemet, de grammatiske karakteristika og for stavevariationen.
Således er "43665" tallet for leksemet "døgn", mens "125" svarer til navneord i intetkøn, ental, bestemt form, ejefald og "01" er den eneste stavevariant for denne grammatiske form.
Arbejdet med at få danske ords betydninger repræsenteret i Det Centrale Ordregister er i gang.
Visse af COR's leksemer og former er linket fra danske leksemer i Wikidata.